# Калана
Кала̀на (на италиански: Calanna) е село и община в Южна Италия, провинция Реджо Калабрия, регион Калабрия. Разположено е на 511 m надморска височина. Населението на общината е 950 души (към 2012 г.).